# Zaïre (monnaie)
Pour les articles homonymes, voir Zaïre (homonymie).
Le zaïre est l’ancienne monnaie de la République démocratique du Congo, puis du Zaïre. Son symbole est un Z. Il se subdivise en 100 makuta (singulier likuta), dont le symbole est un K. Un likuta se subdivise en 100 sengi.

## Histoire
Le zaïre est officiellement introduit le 24 juin 1967. Il remplace le franc congolais utilisé jusque-là. Le zaïre est aligné sur le dollar américain : 1 zaïre a alors une valeur de 2 USD.
Après un bon nombre d'années d'une existence somme toute normale pour une monnaie (de 1967 à 1989), le zaïre subit ensuite une dévaluation importante. En décembre 1992, le taux de change était 1 990 000 Z pour 1 USD. En janvier 1993, le gouvernement tenta d'introduire le billet de 5 millions de zaïres. L'opposition critiqua cette opération et conseilla aux commerçants de refuser ce billet. Beaucoup refusèrent d'accepter ce billet pour les paiements, mais comme les soldats de l'armée n’étaient payés qu’avec ces billets, ceux-ci provoquèrent les émeutes de 1993.
Le 1er octobre 1993, le nouveau zaïre (ISO 4217 ZRN) remplaça le précédent avec une valeur de 3 millions d'anciens zaïres pour un nouveau zaïre.
Le franc congolais fut réintroduit le 30 juin 1998 (ISO 4217 CDF), sous la présidence de Laurent Désiré Kabila.

## Valeur
En 1967, 1 dollar américain valait ½ zaïre, c'est-à-dire 50 makuta. Vingt ans plus tard, en 1987, 1 dollar américain valait 112 zaïres. L'hyperinflation s'est manifestée à partir de 1990. En 1989, 1 dollar américain valait 381 zaïres. En 1991, 1 dollar américain passe à 15 300 zaïres. Fin 1992, 1 dollar américain passe à 1 990 000 zaïres. Fin 1993, l'hyperinflation atteint des hauteurs rarement atteintes : 1 dollar américain passe à 110 000 000 de zaïres.

## Les billets de banque
- 10 makuta, première date d'émission : 2 janvier 1967[4]

- 20 makuta, première date d'émission : 2 janvier 1967[5]
- 50 zaïres, première date d'émission : 24 novembre 1982[6]